# Mimosa acapulcensis
Mimosa acapulcensis är en ärtväxtart som beskrevs av Robinson. Mimosa acapulcensis ingår i släktet mimosor, och familjen ärtväxter. Inga underarter finns listade i Catalogue of Life.